# Evy Van Damme
Pour les articles homonymes, voir Van Damme.
Evy Van Damme née le 29 mars 1980 à Lokeren, est une cycliste belge, championne de Belgique sur route en 2000 et 2001.

## Vie privée
Elle se marie en 2004 avec le cycliste belge Nick Nuyens, avec qui elle a trois fils. En 2013, le couple se sépare.

## Palmarès sur route
- 1999
  - 3e du championnat de Belgique du contre la-montre
- 2000
  -  Championne de Belgique sur route
  - 3e du championnat de Belgique du contre-la-montre
- 2001
  -  Championne de Belgique sur route
- 2002
  - Ottergem
  - Outrijve
  - Moorslede
  - 2e du championnat de Belgique du contre-la-montre
- 2003
  -  Championne de Belgique du contre-la-montre
- 2004
  - 2e du championnat de Belgique du contre-la-montre
- 2006
  - Oostmalle
  - Waasmunster

## Palmarès sur piste

### Championnats nationaux
- 1996
  - 2e du 500 mètres
  - 3e de la course aux points
- 1997
  - 3e de l'omnium
- 1998
  -  Championne de l'omnium
- 1999
  -  Championne de la course aux points
- 2000
  -  Championne de vitesse
  -  Championne de poursuite
  -  Championne de la course aux points
  -  Championne du 500 mètres
  - 3e de l'omnium